# Éléonore de Bergh
Éléonore de Bergh (Bruxelles, 6 maggio 1613 – Parigi, 14 luglio 1657) è stata una nobile belga naturalizzata francese, moglie del principe di Sedan Frédéric Maurice de La Tour d'Auvergne e ultima principessa di Sedan.
Contribuì notevolmente alla conversione del marito alla religione cattolica e gli salvò la vita dopo l'arresto per la sua partecipazione alla cospirazione di Cinq-Mars, ma non poté evitare l'annessione dei territori di Sedan da parte del re di Francia. Svolse infine un ruolo chiave nella Fronda.

## Biografia

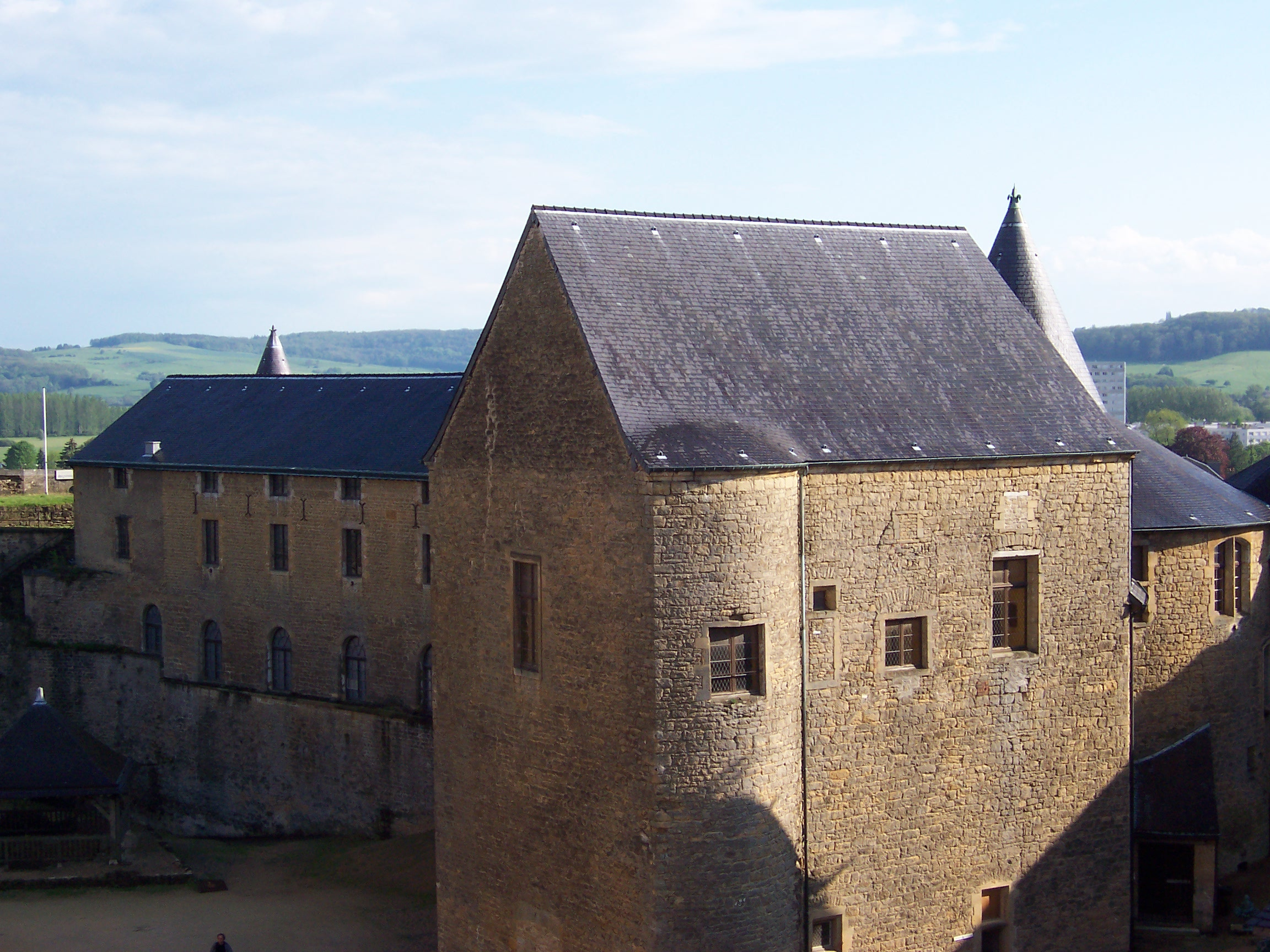
Il castello di Sedan

Eléonore de Bergh nacque a Bruxelles, all'epoca capitale dei Paesi Bassi spagnoli. Era figlia del conte Frédéric de Wassemaer, signore di Dixmude e di Boxmeer e di Françoise de Ravenel. Era inoltre la nipote, dal lato paterno, di Marie di Nassau, una sorella di Guglielmo il Taciturno, sovrano delle Province Unite. Malgrado questa ascendenza, la sua famiglia cattolica non ebbe grande fortuna. Nel 1627, raggiunse la nonna materna al castello di Broxmeer. Alla morte di quest'ultima, nel 1632, entrò alla Corte di Bruxelles divenendo una delle damigelle d'onore dell'infanta Isabella di Spagna.
Nel 1631 reincontrò suo cugino Frédéric Maurice de La Tour d'Auvergne, principe di Sedan e duca di Bouillon. L'incontro fece sbocciare una forte passione tra i due giovani che si rifiutano di accettare altri progetti matrimoniali disegnati dalle loro famiglie e superò la riluttanza di queste ultime alla loro unione. Il matrimonio si celebrò il 1º febbraio 1634 a Boxmeer. Fu un matrimonio cattolico, dato che Eleonore aveva giocato un ruolo determinante nella conversione di suo marito, che aveva abbandonato il calvinismo. Il 20 giugno 1634, la coppia fece il suo ingresso a Sedan e la città, a maggioranza protestante, li accolse festosamente.

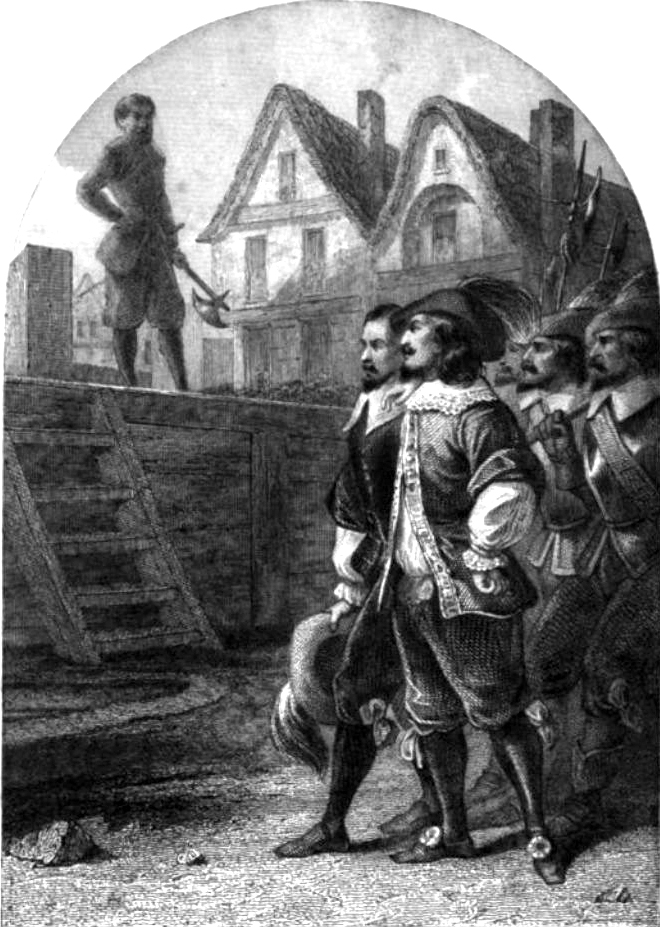
Cinq-Mars e de Thou ai piedi del patibolo nel 1642. Erano stati arresti, assieme ad duca duca di Bouillon, per lo stesso delitto, e imprigionati assieme a lui.

Nel giugno 1642, il suo sposo Frédéric Maurice duca di Bouillon, già compromesso, l'anno precedente, nella ribellione del conte di Soissons contro il re Luigi XIII, venne arrestato a Casale mentre era al comando dell'armata d'Italia. Venne imprigionato e interrogato al Castello di Pierre-Scize per la partecipazione alla cospirazione di Cinq-Mars rischiando di essere decapitato. Elisabetta di Nassau, madre del duca di Bouillon, scrisse al re e al cardinale di Richelieu nell'intento di salvare suo figlio. La risposta di Richelieu fu di irricevibiltà:
(Cardinale de Richelieu)
Élisabeth de Nassau, malata, morì il 3 settembre 1642. Éléonore de Bergh prese in mano il governo della città di Sedan minacciando di rivolgersi agli spagnoli con un messaggio al re di Francia. Quando il generale spagnolo Francisco de Melo giunse a Mariembourg Luigi XIII decise di graziare il duca di Boullon, a condizione della sua sottomissione e della cessione del principato indipendente di Sedan alla Corona di Francia. Éléonore de Bergh salvò così la vita al marito, rimesso in libertà, ma non erano più principi di Sedan. I due sposi si ritrovarono in Alvernia e andarono in esilio in Italia fino al 1647, sperando in una contropartita alla cessione dei loro territori, che non giunse mai.
Ritornarono a Parigi nel 1648: Luigi XIII e il cardinale di Richelieu erano deceduti, Anna d'Austria assicurava la reggenza e scelse il cardinale Mazzarino come primo ministro. La violenza esplose a Parigi durante la minore età del re Luigi XIV: la Fronda parlamentare.La duchessa di Bouillon e suo marito vennero coinvolti in questo movimento, insieme, in particolare a Jean François Paul de Gondi, duchessa di Longueville e il principe di Conti. Jean François Paul de Gondi si riferisce più volte nelle sue Mémoires  alla sua bellezza, dolcezza, vivacità stridula e alla sua influenza sul marito. Mostra doti di coraggio, non esitando a mostrarsi nella città di Parigi in compagnia di Madame de Longueville e a chiamare a raccolta la gente alla Fronda:
(Cardinale de Retz)
scrisse nelle sue Mémoires il futuro cardinale di Retz, testimone della scena. I successi delle armate reali e la pace di Rueil misero fine a questa prima Fronda.
L'agitazione riprese con la Fronda dei principi, scoppiata il 18 gennaio 1650 con l'arresto del principe di Condé, del principe di Conti e del duca di Longueville. Il duca di Bouillon era in provincia; a Parigi, nel suo palazzo in rue Vieille du Temple, Éléonore de Bergh venne arrestata. Riuscì a fuggire una prima volta, eludendo i suoi rapitori, ma venne ripresa e imprigionata alla Bastiglia. Finalmente, nel 1651, Anna Maria di Gonzaga-Nevers, che funse da collegamento tra i principi e la Corte, riuscì a conciliare i Bouillon con il re.
Suo marito morì poco dopo, nell'agosto 1652. Éléonore si ritirò dalla vita politica per dedicarsi ai suoi figli.Morì nel 1657, cinque anni dopo suo marito.
(Françoise de Motteville)